# Christian von Lente
Christian von Lente (ur. 1649, zm. 1725) – duński polityk i dyplomata.
W latach (1680–1688) duński poseł nadzwyczajny w Anglii, w latach 1688–1698 duński poseł nadzwyczajny w Holandii (Haga). Od roku 1697 radca dworu i mistrz ceremonii dworu Fryderyka IV. Od roku 1699 wysoki sekretarz wojny. Przebywał w Wenecji, Ferrarze, Bolonii, Florencji, Pizie, Livorno, Lukce.